# Bayham (Ontario)
Bayham to gmina (ang. township) w Kanadzie, w prowincji Ontario, w hrabstwie Elgin.
Powierzchnia Bayham to 244,99 km².
Według danych spisu powszechnego z roku 2001 Bayham liczy 6375 mieszkańców (26,02 os./km²).